# Adolf Reubke
Adolf Reubke   (Halberstadt, 6 de desembre de 1805 - Hausneindorf, 3 de març de 1875) fou un constructor d'orgues alemany.

## Biografia
El seu pare va ser empleat a Halberstadt per la Cambra de Guerra i Dominis i va ser traslladat a Hausneindorf el 1809 com a empleat de dominis. Allà Adolf va rebre les seves primeres lliçons de piano. Al principi va desenvolupar una afició especial per l'orgue, però sense rebre cap formació específica.
Reubke va assistir al "Domgymnasium" a Halberstadt des dels onze anys, però va haver d'acabar els seus estudis el 1819 després de la mort sobtada del seu pare. Un aprenentatge posterior com a torner d'art també va quedar inacabat després de baralles amb el professor.
Construí, entre d'altres, l'orgue de la catedral (53 jocs) i el de l'església de "Jakobikirche" de Magdeburg (1853–58), així com el de la "Marienkirche" de Kyritz (Brandeburg). Dels seus tres fills, el segon Emile (n. 1836 i m. 1885), es dedicà també a la construcció instrumental, associant-se al seu pare el 1860 sota la mateixa raó social Reubke und Sohn i continuant després com a únic propietari, i que va continuar dirigint el negoci fins a la seva mort el 1885, quan Ernst Röver se'n va fer càrrec i la continuà fins al 1921.
Reubke aportà millores importants al mecanisme de l'orgue (entre d'altres el sistema neumàtic tubular)
Adolf Reubke va sobreviure a un altre fill, el compositor Julius (1834-1858). El seu tercer fill, Otto (1842–1913), fou també un compositor, pianista i organista en la Universitat de Halle.